# Макдональд, Иэн (музыкант)
Иэн Макдональд (англ. Ian McDonald; 25 июня 1946, Остерли, Мидлсекс — 9 февраля 2022, Нью-Йорк) — британский музыкант-мультиинструменталист, известный как участник групп King Crimson (в 1969—1970) и Foreigner (1976—1980). Он также известен своей сессионной работой, играя на саксофоне, флейте, вибрафоне, клавишных и гитаре.
Скончался на 76-м году жизни у себя дома в Нью-Йорке 9 февраля 2022 год от рака.

## Дискография
King Crimson
- 1969 — In the Court of the Crimson King
- 1974 — Red
- 1997 — Epitaph (записано в 1969 году)

McDonald and Giles
- 1971 — McDonald and Giles

Keith Tippett’s Centipede'
- 1971 — Septober Energy

Foreigner
- 1977 — Foreigner
- 1978 — Double Vision
- 1979 — Head Games

Steve Hackett
- 1997 — Genesis Revisited
- 1998 — The Tokyo Tapes

сольно
- 1999 — Driver's Eyes

21st Century Schizoid
- 2002 — Official Bootleg V.1
- 2003 — Live in Japan
- 2003 — Live in Japan (DVD)
- 2003 — Live in Italy
- 2006 — Pictures Of A City — Live in New York

Waking in the Blue
- 2003 — Isn’t It Pretty to Think So

Другое
- Linda Lewis — Say No More (1971)
- Darryl Way's Wolf — Canis Lupus (1973)
- Keith Christmas — Brighter Day (1974)
- Fruupp — Modern Masquerades (1975)
- Fireballet — Night on Bald Mountain (1975)
- Ian Lloyd — Ian Lloyd (1976)
- Steve Taylor — On the Fritz (1985)
- Park Stickney — Action Harp Play Set (2000)